# مارية تشارلز
مارية تشارلز (بالإنجليزية: Maria Charles)‏ هي ممثلة بريطانية، ولدت في 22 سبتمبر 1929 بلندن في المملكة المتحدة.

## أعمال

### أفلام
- (1982) فيكتور فيكتوريا

## وصلات خارجية
- مارية تشارلز على موقع IMDb (الإنجليزية)
- مارية تشارلز على موقع ألو سيني (الفرنسية)
- مارية تشارلز على موقع أول موفي (الإنجليزية)
- مارية تشارلز على موقع قاعدة بيانات الأفلام السويدية (السويدية)
- مارية تشارلز على موقع قاعدة بيانات الفيلم (الإنجليزية)
- مارية تشارلز على موقع كينوبويسك (الروسية)